# 27410 Grimmett
27410 Grimmett è un asteroide della fascia principale. Scoperto nel 2000, presenta un'orbita caratterizzata da un semiasse maggiore pari a 2,3212821 au e da un'eccentricità di 0,0789354, inclinata di 6,90621° rispetto all'eclittica.
L'asteroide è dedicato alla studentessa statunitense Maria Elena Grimmett.